# العلاقات النمساوية الناوروية
العلاقات النمساوية الناوروية هي العلاقات الثنائية التي تجمع بين النمسا وناورو.

## مقارنة بين البلدين
هذه مقارنة عامة ومرجعية للدولتين:
| وجه المقارنة                                              | النمسا                                                    | ناورو                          |
| --------------------------------------------------------- | --------------------------------------------------------- | ------------------------------ |
| المساحة (كم2)                                             | 83.86 ألف                                                 | 21                             |
| عدد السكان (نسمة)                                         | 8.81 مليون                                                | 10.08 ألف                      |
| الكثافة السكانية (ن./كم²)                                 | 105.06                                                    | 48.00 ألف                      |
| العاصمة                                                   | فيينا                                                     | ضاحية يارين                    |
| اللغة الرسمية                                             | اللغة الألمانية، لغة الإشارة النمساوية ‏                   | اللغة الناورونية، لغة إنجليزية |
| العملة                                                    | يورو، شلن نمساوي، رايخ مارك، شلن نمساوي                   | دولار أسترالي                  |
| الناتج المحلي الإجمالي (بليون دولار)                      | 416.60 مليار                                              | 113.88 مليون                   |
| الناتج المحلي الإجمالي (تعادل القوة الشرائية) بليون دولار | 426.99 مليار                                              | 162.98 مليون                   |
| الناتج المحلي الإجمالي الاسمي للفرد دولار أمريكي          | 43.77 ألف                                                 | 9.83 ألف                       |
| الناتج المحلي الإجمالي للفرد دولار أمريكي                 | 47.68 ألف                                                 |                                |
| مؤشر التنمية البشرية                                      | 0.885                                                     |                                |
| رمز المكالمات الدولي                                      | +43                                                       | +674                           |
| رمز الإنترنت                                              | .at                                                       | .nr                            |
| المنطقة الزمنية                                           | توقيت وسط أوروبا، ت ع م+01:00، ت ع م+02:00، أوروبا/فيينا ‏ | ت ع م+12:00                    |

## منظمات دولية مشتركة
يشترك البلدان في عضوية مجموعة من المنظمات الدولية، منها:
| علم المنظمة | اسم المنظمة                   | تاريخ انضمام النمسا | تاريخ انضمام ناورو |
| ----------- | ----------------------------- | ------------------- | ------------------ |
|             | يونسكو                        | 13 أغسطس 1948       | 17 أكتوبر 1996     |
|             | الاتحاد البريدي العالمي       | ?                   | ?                  |
|             | منظمة الشرطة الجنائية الدولية | ?                   | ?                  |
|             | الأمم المتحدة                 | 14 ديسمبر 1955      | 14 سبتمبر 1999     |
|             | بنك التنمية الآسيوي           | 1966                | 1991               |
|             | الاتحاد الدولي للاتصالات      | 1866                | 10 يونيو 1969      |
|             | منظمة حظر الأسلحة الكيميائية  | ?                   | ?                  |

## وصلات خارجية
- موقع وزارة الخارجية النمساوية